# بايول (أورن)
بايول هي بلدية في أورن في شمال غرب فرنسا.